# Portugiesische Judomeisterschaften 1974
Die Portugiesischen Judomeisterschaften 1974 fanden in Lissabon statt.

## Ergebnisse

### Männer
| Gewichtsklasse | Gold              | Silber             | Bronze                                      |
| -------------- | ----------------- | ------------------ | ------------------------------------------- |
| – 63 kg        | José Victor Costa | António Machado    | António Morais Ricardo Parkinson            |
| – 70 kg        | António Andrade   | João Rui Conceicão | Paulo C. Castro Saul Conceicão              |
| – 80 kg        | Manuel Castro     | Fernando Almada    | Joaquim Cabrita Matias João Repas Goncalves |
| + 80 kg        | Miguel Corrula    | José Trindade      | Alexandre Santos                            |